# 理化学的年代
理化学的年代（りかがくてきねんだい）とは、考古資料が物質としてもっている物理的・化学的な属性を分析することで得られる年代のことである。

## 測定法
放射性炭素年代測定法（放射性炭素法）‐試料（木片、炭、泥炭、骨、貝殻）
大気中の炭素に、一定速度で崩壊する性格を持つ放射性同位体（炭素14）が微量に含まれることを利用した年代測定である。代謝等による構成分子の出入りがなくなった有機物中では放射性炭素が減少し続ける（半減期5,730年）ため、その残存量から年代を測定できる。ただし、考古学調査における遺構・遺物は概して土中にあることなどから、この前提がどれだけ成り立つか懐疑的な専門家も少なくない。
放射性炭素の減少速度は地球磁場や太陽黒点の活動などに影響され、時期によって変動していたことが分かっている。そのため、放射性炭素年代から正確な暦年代を求めるためには補正が必要とされる。近年では、樹木や木材の年輪から過去の放射性炭素濃度の変動を調べ、暦年較正データベースとして整備する作業が国際的に進んでいる。
加速器質量分析法（AMS法）
加速器で炭素原子をイオン化して加速し、同位体原子数を直接数えることによって濃度を測定する。放射性炭素法の1,000分の1の試料で分析でき、より高精度な測定結果が得られるなどの利点があるとされる。
ウラン・トリウム法
ウラン234など、適当な半減期を持つ放射性同位体の含有量を測定するものである。有機物の含有量が少ない鍾乳石や貝殻、化石骨の年代測定に用いられる。
熱ルミネサンス法（TL法）
鉱物をある温度以上に加熱すると、それまでに受けた放射線量に比例して光を放つ「熱ルミネセンス現象」を利用する方法である。天然の放射線量が年代に寄らず一定ならば、熱ルミネセンスの測定によって最後に加熱されてからの経過時間が求められる。そのため土器類の焼成や焼土の形成が行われた時期を測定することができる。
フィッショントラック法（FT法）‐試料（鉱物、ガラス）
堆積物中のジルコンにふくまれるウラン238が自然核分裂するときに出る放射線の傷跡（フィッショントラック）で年代を測定する。火山灰や黒曜石などの年代を測るのに好適である。焼土や焼石の測定にも応用可能である。
電子スピン共鳴吸引法（ESR法）‐試料（土器、化石）
分光法の一つである電子スピン共鳴を利用した年代測定。天然の放射線によってたくわえられたフリーラジカルの量をはかるもので、貝殻などの数十万年前の年代測定ができる。
古地磁気年代測定法‐試料（溶岩、湖成層、海成層）
地磁気が年代により変化することを利用し、鉱物に残る磁気（古地磁気）の強さや方向から年代を特定する。磁気を帯びた現地の焼土や地層の年代測定に用いられる。
黒曜石水和層年代測定法‐試料（黒曜石）
黒曜石製遺物の年代測定法の一つ。黒曜石は表面から水を吸収し、時間の経過とともに光沢のない水和層を形成する。気候・黒曜石の組成・埋没状態が同一条件の場合、水和層は一定の速度で増す。この原理から水和層の厚さを測定して製作年代を推定する。

## 考古学への貢献
理化学的な年代測定によって、考古学的な方法によって考えられてきた年代が否定されたケースは多い。古い時代は「暦」という物差しがないので、年代の決定には理化学的年代測定を行うほか手段がない。
1950年に神奈川県の夏島貝塚で採取された縄文時代早期の貝（マガキ）を放射性炭素法で測定したところ、9,450±400年B.P.（9,850～9,050年前）という年代が得られ、縄文時代の開始年代がそれまでの考えより5,000年近く遡るとされて大きな論争になった。前5～4世紀と考えられていた弥生時代の開始年代についても、春成秀爾が AMS法を根拠に北部九州の弥生早期が少なくとも前9世紀、弥生前期は前8世紀まで遡る可能性が強いと主張し話題となった。

## 問題点
理化学的年代を利用する際には、考古学的に実年代を探る方法（交差年代決定法）とのかかわりが問題となる。交差年代法はある型式の存続期間の中においてある一時点を示すが、理化学的に導かれた年代は測定誤差の範囲内に考古学的な事象が組み込まれてしまう。異なる原理や方法で得られた年代はその意味もおのずと異なり、考古学的方法と理化学的方法とは常に併用される場合がある。また、どのような測定法も科学技術の水準によって精度が制約されている。